# خانقاه الفرافرة
خانقاه الفرافرة أو الرباط الناصري هو مسجد صوفي من القرن الثالث عشر يقع في منطقة الفرافرة في قلب مدينة حلب القديمة بسوريا. بُنيت الخانقاه عام 1237 بجهود ضيفة خاتون زوجة الظاهر غازي حاكم حلب من عام 1237 إلى 1244م. كان المبنى مركزًا للصوفية والدراويش. كان الاسم الأصلي للمبنى هو الرباط الناصري.

## العمارة
يعلو مدخل المبنى زخارف شرقية ومزين بمقرنصات إسلامية تقليدية. يؤدي المدخل إلى ممر يؤدي إلى الفناء الرئيسي. ويتكون الفناء المربع الشكل من نافورة في الوسط تستخدم للوضوء. ويوجد إلى شرق الفناء الرئيسي ممر ضيق يؤدي إلى فناء صغير محاط بإيوان وثلاث غرف لزوار الخانقاه. يؤدي الدرج الغربي للفناء الرئيسي إلى السطح حيث تم تخصيص العديد من الغرف لاستضافة الحجاج والدراويش الصوفيين. ويوجد في الجزء الجنوبي من الفناء الرئيسي محراب مقبب مبني من الرخام على قاعدة مثمنة الأضلاع ومزين بمقرنصات تقليدية محصنة بأربعة أعمدة. ويُحاط المحراب بعمودين مزينين ويعلوهما زخارف رخامية ملونة.
استُخدم المبنى خلال الانتداب الفرنسي على سوريا ولبنان كمأوى للأفارقة الذين تم أُحضروا من بلادهم للخدمة في الجيش الفرنسي.
تعتبر خانقاه الفرافرة احدة من الخاناقات القليلة الباقية في تاريخ العمارة الإسلامية.